# Обручальное кольцо

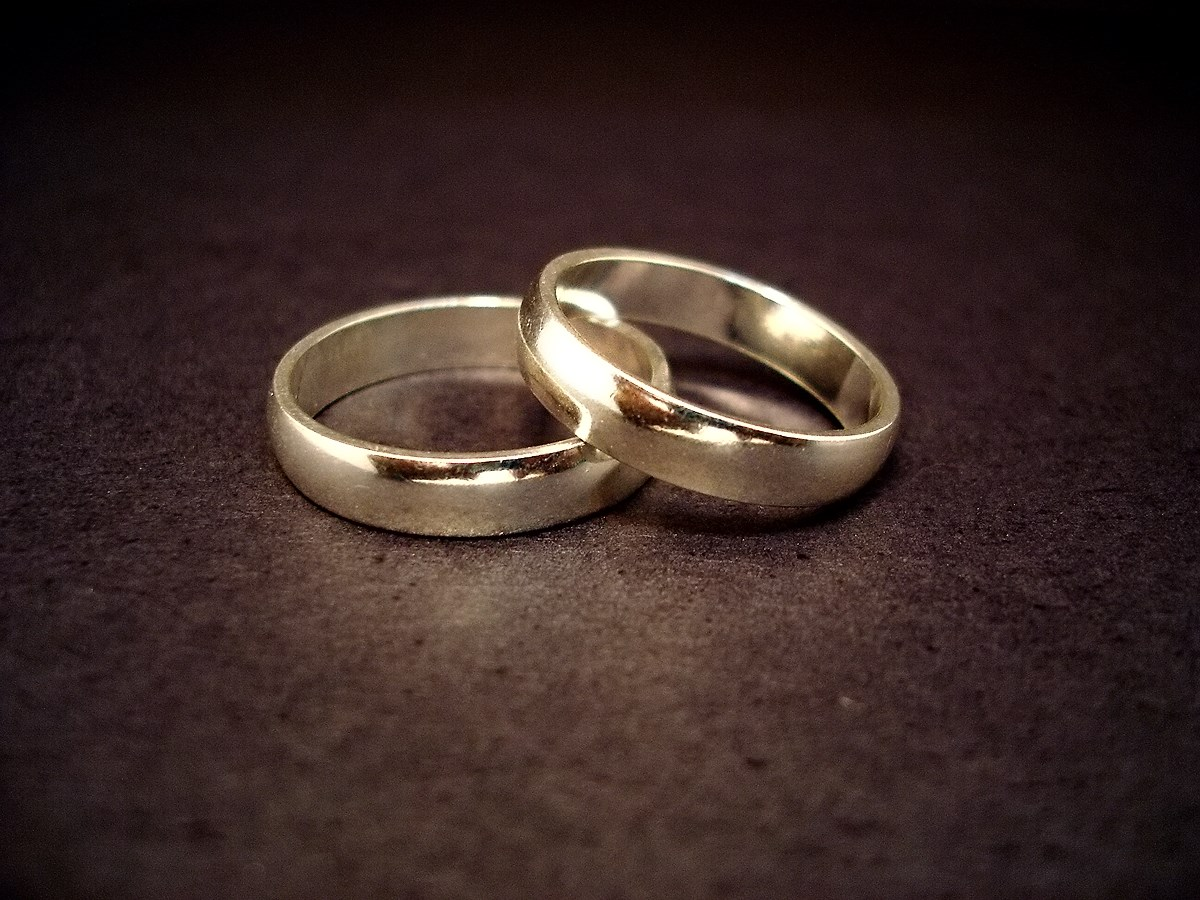

Обручальное кольцо, алтарное кольцо — ювелирное украшение, которое символизирует брачные узы: супруги носят его как знак верности друг другу на безымянном пальце правой или левой руки, в зависимости от традиции страны их происхождения. 
Венчальными или обручальными кольцами по общему обычаю, обмениваются жених с невестой . Традиционное обручальное кольцо — гладкое.

## История обручальных колец
В разных источниках по-разному описывается возникновение традиции обручальных колец. Некоторые авторы считают, что традиция начинает свою историю в Древнем Египте, другие — в Древней Греции.

Древнегреческий писатель Плутарх, ссылаясь на сочинение Апиона «О Египте», даёт интересную историческую справку о том, почему кольца принято носить на безымянном пальце: «Согласно преданию, древние греки носили кольцо на ближайшем к мизинцу пальце левой руки. Такой же обычай, как передают, был и у римлян. Причина этого… та, что при рассечении и вскрытии человеческих тел по принятому в Египте обычаю (греки называют это анатомией) было найдено, что от одного этого пальца отходит и достигает сердца некий тончайший нерв; поэтому и было признано уместным почитать таким украшением этот палец, как ближайшим образом причастный к первенствующему в теле сердцу».

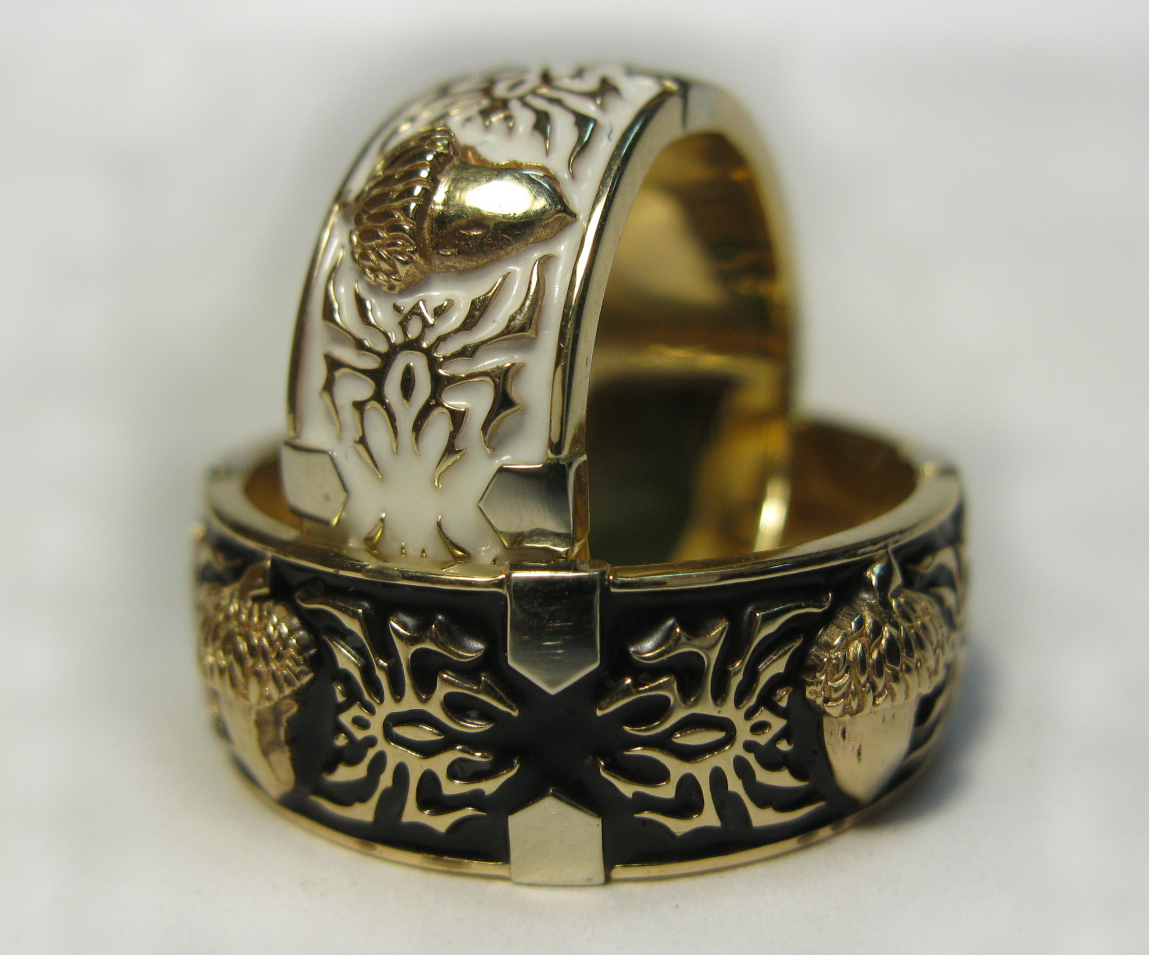
Обручальные кольца с узорами

Традиция обмениваться обручальными кольцами уходит своими корнями в далёкие времена, когда новобрачные в знак любви и преданности дарили друг другу символические обручальные кольца, сплетённые из пеньки или тростника. Они стали прообразом современных обручальных колец. Позднее в Древнем Риме появился обычай, согласно которому жених, в знак принятия на себя обязательств за будущую жену, во время обряда помолвки дарил металлическое обручальное кольцо родителям невесты.

## Композиция и стили
В западных странах обручальные кольца часто изготавливают из золота, палладия, платины, серебра, титана, вольфрама или в последнее время из силикона. Обычные гравюры на внутренней стороне кольца включают имя супруга, имена обоих супругов, дату свадьбы или фразу, важную для супругов. Во многих странах обручальные кольца простые, а обручальное кольцо невесты обычно украшено драгоценными камнями.
Некоторые обычаи включают обручальное кольцо в качестве последнего подарка из серии подарков, которые также могут включать обручальное кольцо, которое традиционно дарят в качестве подарка на помолвку. Этот обычай практиковался в Древнем Риме.
В современности выделяют два вида обручальных колец: "европейские" (с полукруглым сечением) и "американские" (с прямоугольным или квадратным сечением). Для инкрустации украшений используют такие камни: бриллианты, фианиты, сапфиры. 

## Ношение колец

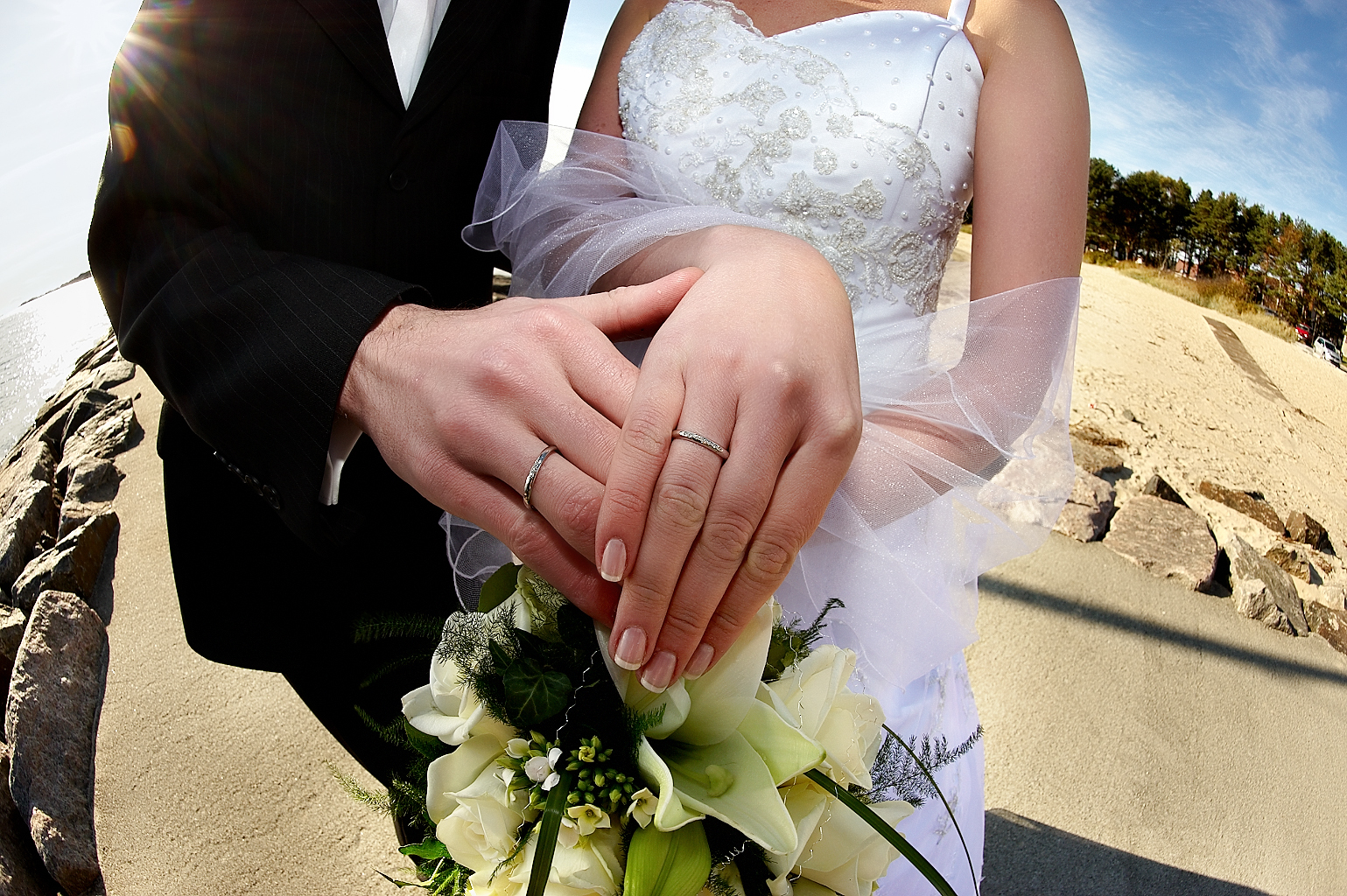
Молодожёны с кольцами

Традиционно обручальное кольцо носят на безымянном пальце (поэтому во многих европейских языках он называется «кольцевым» (или «перстневым») пальцем).
У православных христиан принято во время брака носить кольцо на безымянном пальце правой руки. 
На правой руке обручальные кольца носят в следующих странах: Аргентина, Белоруссия, Венесуэла, Греция, Грузия, Индия, Исландия, Испания (в некоторых провинциях), Казахстан, Киргизия, Молдавия, Нидерланды,  Норвегия, Польша, Россия, Сербия, Украина, Узбекистан, Чили.
На левой руке обручальные кольца во время брака носят в таких странах как: Австралия, Азербайджан, Армения, Бразилия, Великобритания, Германия, Израиля, Италия, Ирландия, Испания (в большинстве провинций), Канада, Корея, Куба, Мексика, Новая Зеландия, Сирия, Словакия, Словения, США, Турция, Финляндия, Франция, Хорватия, Чехия, Швеция, Эстония, Япония.
Согласно гебраисту XVI—XVII веков Иоганну I Буксторфу, у немецких евреев существовала традиция надевать обручальное кольцо на указательный палец, а не на безымянный.
В современной иудейской практике кольцо во время церемонии хупы надевается на указательный палец правой руки невесты, после чего может быть перенесено на безымянный. В некоторых течениях иудаизма кольцо носит только женщина.